# Манхатън (филм, 1979)
„Манхатън“ (на английски: Manhattan) е романтична комедия от 1979 година на режисьора Уди Алън.

## Сюжет
Главният герой е интелектуалец на средна възраст. Той по никакъв начин не може да определи симпатиите си, което естествено води до проблеми с любимите му жени. Още по-интересен обаче е фонът, на който се случва всичко това – фонът на голям град, кипящ от живот в Манхатън, фонът на интелектуалния живот, който често е само проява на безделие, некомпетентност и глупост на интелигенцията, готов да произнесе „присъда“ върху всяко произведение на изкуството, което обаче често не може да почувства и разбере.

## В ролите
| Актьор           | Роля         |
| ---------------- | ------------ |
| Уди Алън         | Айзък Дейвис |
| Даян Кийтън      | Мери Уилки   |
| Майкъл Мърфи     | Йейл Полак   |
| Мериел Хемингуей | Трейси       |
| Мерил Стрийп     | Джил Дейвис  |
| Ен Бирн          | Емили Полак  |
| Карън Лудвиг     | Конни        |
| Майкъл О'Донъхю  | Денис        |

## Награди и номинации
- 1979 – Награда на БАФТА за най-добър филм
- 1979 – Награда на БАФТА за най-добър сценарий – Уди Алън и Маршал Брикман
- 1979 – Награда на Националния съвет на филмовите критици на САЩ – за най-добър филм
- 1979 – Награда на Националния съвет на филмовите критици на САЩ – за най-добра поддържаща женска роля – Мерийл Стрийп
- 1979 – Награда на Националния съвет на филмовите критици на САЩ – 10-те най-добри филми на годината
- 1979 – Награда „Сезар“ за най-добър филм
- 1979 – Номинация за Оскар за най-добра поддържаща женска роля – Мериел Хемингуей
- 1979 – Номинация за Оскар за най-добър сценарий – Уди Алън и Маршал Брикман